# Буланова (присілок)
Була́нова (рос. Буланова) — присілок у складі Ірбітського міського округу Свердловської області.
Населення — 189 осіб (2010, 201 у 2002).
Національний склад населення станом на 2002 рік: росіяни — 98 %.